# Klaus Maria Brandauer
Klaus Maria Brandauer (Bad Aussee, Austrija, 22. lipnja 1943.) je austrijski glumac, filmski redatelj i profesor na Max Reinhardt Seminaru u Beču.

## Osobni život
Brandauer je rođen kao Klaus Georg Steng u Bad Ausseeu u Austriji,
kao sin Marije Brandauer i Georga Stenja, civilnog službenika. Kasnije je djevojačko ime svoje majke uključio u svoje umjetničko ime. Bio je u braku s Karin Brandauer od 1963. do njene smrti 1992. Ima jednog sina.

## Karijera
Glumom se počeo baviti 1962. u kazalištu. Nakon rada u nacionalnom kazalištu i televiziji, na filmu debitira 1972. 1975., nastupio je u epizodi "Pfandhaus" druge sezone tv serije Derrick. Njegova nagrađena glavna uloga samozaljubljenog glumca u filmu Mephisto Istvána Szaba, lansirala je njegovu međunarodnu karijeru.
1983. ostvario je svoju prvu ulogu na engleskom jeziku, Maximilliana Larga u filmu Nikad ne reci nikad (1983.), remake filma o Jamesu Bondu iz 1965. Operacija Grom. O njegovoj izvedbi, Roger Ebert je rekao: "Jer jedna stvar, ima više nego ljudski element u filmu, i to dolazi od Klausa Marie Brandauera kao Largo. Brandauer je izvanredan glumac, te on odlučuje ne igrati negativca kao kliše. Umjesto toga, on donosi određenu oštrinu i šarm Largou, a kako je Connery oduvijek bio posebno ljudski James Bond, emocionalni ulozi ovaj put su mnogo uvjerljiviji". Potom je glumio u drami Moja Afrika (1985.), za što je nominiran za Oscara i nagrađen Zlatnim globusom i Pukovniku redlu (1985.) Istvána Szaba. 1988. nastupio je zajedno s Erlandom Josephsonom i Ildikó Bánsági u mađarskoj drami Hanussen. Brandauer je bio prvi izbor za ulogu Marka Ramiusa u Lovu na Crveni Oktobar, ali uloga je otišla Seanu Conneryju koji je igrao Jamesa Bonda u Nikad ne reci nikad. Zajedno s Conneryjem ponovno je igrao u Ruskoj kući (1990).
Svoj prvi film, ''Georg Elser - Einer aus Deutschland, režirao je 1989., u kojem je glumio i naslovnu ulogu. Između ostalih ističu se i uloge u filmovima The Lightship (1986.), Streets of Gold (1986.), Burning Secret (1988.), Ruska kuća  (1990.), Bijeli očnjak (1991.), Becoming Colette (1992.), Predstavljamo Dorothy Dandridge (1999), i Everyman's Feast (2002.). 1989. je sudjelovao u velikoj filmskoj produkciji frnacuske televizije TF1 povodom dvijestogodišnjice francuske revolucije, te je na francuskom jeziku glumio jeziku Georgesa Dantona.
Kolovoza 2006., Brandauerova dugoočekivana produkcija Opere za tri groša izazvala je podijeljene reakcije. Brandauer je odbio odgovoriti na pitanja na koji će se način njegova produkcija klasične glazbene komedije Bertolta Brechta i Kurta Weilla o zločincu MacHeathu razlikovati od ranijih verzija. Ipak, u Brandauerovoj verziji Mackie Nož odjeven je u trodjelno odijelo i bijele rukavice, u skladu s Brechtovim tekstom, te je izbjegnuta bilo kakva aluzija na aktualnu politiku.
Tečno govori četiri jezika: njemački, mađarski, engleski i francuski, te je ostvario uloge na svim tim jezicima.   

## Nagrade
- 1982. Nominiran - BAFTA Award za najboljeg novog glumca / Mephisto
- 1988. Dobitnik - Bayerischer Filmpreis, Najbolji glumac[5] / Burning Secret
- 1986. Dobitnik - Zlatni globus za najboljeg sporednog glumca / Moja Afrika
- 1986. Dobitnik - KCFCC nagrada za najboljeg sporednog glumca / Moja Afrika
- 1986. Dobitnik - National Board of Review nagrada za najboljeg sporednog glumca / Moja Afrika
- 1986. Dobitnik - NYFCC nagrada za najboljeg sporednog glumca / Moja Afrika
- 1986. Nominiran - Oscar za najboljeg sporednog glumca / Moja Afrika
- 1986. Nominiran - BAFTA nagrada za najboljeg glumca u sporednoj ulozi / Moja Afrika
- 1988. Nominiran - European Film Awards nagrada za najboljeg glumca / Hanussen
- 2000. Nominiran - Primetime Emmy Award za najboljeg sporednog glumca u miniseriji ili filmu / Predstavljamo Dorothy Dandridge
- 2000. Nominiran - Zlatni globus za najboljeg sporednog glumca u seriji, miniseriji ili televizijskom filmu / Predstavljamo Dorothy Dandridge

## Odabrana filmografija
- 1972. The Salzburg Connection
- 1975. Derrick - sezona 2, epizoda 8: "Pfandhaus"
- 1979. A Sunday in October
- 1981. Mephisto
- 1983. Nikad ne reci nikad
- 1985. Pukovnik Redl
- 1985. Moja Afrika
- 1988. Hanussen
- 1989. La Révolution française
- 1990. Ruska kuća
- 1991. White Fang
- 2001. Druids
- 2009. Tetro

## Vanjske poveznice
- Klaus Maria Brandauer u internetskoj bazi filmova IMDb-u (engl.)